# 제7보병여단
제7보병여단(第七步兵旅團, 7th Infantry Brigade, 별명: 초산)은 대한민국 육군 제6보병사단의 예하 여단이다. GOP 경계를 담당하며 강원도 철원군에 위치하고 있다.

## 역사
제7보병연대는 한국 전쟁 중 압록강에 도달한 최초의 부대였으며 미국 제8군에서 활동하는 대한민국의 유일한 부대였다. 7보병연대는 1946년 2월 7일 충청북도 청주시에서 창설되어 초대 연대장인 민기식 중위가 임명되었고 1949년 4월에 제4여단으로 배속되었다. 한국 전쟁이 개전한 이후 부산 교두보 전투와 온정리 전투에 참전하였다.
2020년 12월부터 국방개혁 2.0에 의거하여 7보병연대를 포함하여 6사단의 예하 연대가 여단으로 승격되었다.

## 기록
제6보병사단 7연대는 건군 이래 국군 최초 부대 전 장병 일계급 특진 기록을 세웠다.